# Les dues vides d'Audrey Rose
Les dues vides d'Audrey Rose (títol original: Audrey Rose) és una pel·lícula dels Estats Units dirigida per Robert Wise, estrenada el 1977. Ha estat doblada al català.

## Argument
Un estranger intenta de convèncer una família feliç que la seva filla Ivy no és altra que la reencarnació de la seva pròpia filla Audrey cremada viva en un accident de carretera 11 anys abans.

## Repartiment
- Marsha Mason: Janice Templeton
- Anthony Hopkins: Elliot Hoover
- Susan Swift: Ivy Templeton / Audrey Rose
- John Beck: Bill Templeton
- Norman Lloyd: Dr. Steven Lipscomb
- John Hillerman: procurador Scott Velie
- Robert Walden: Brice Mack
- Philip Sterling: jutge Harmon Langley
- Ivy Jones: Mary Lou Sides
- Stephen Pearlman: Russ Rothman
- Aly Wassil: Maharishi Gupta Pradesh
- Mary Jackson: Mare Veronica
- Richard Lawson: policía
- Tony Brande: inspector Fallon
- Elizabeth Farley: Carole Rothman

## Al voltant de la pel·lícula
- Adaptació del llibre The Case for Reincarnation escrit per Joe Fisher, la història d'Audrey Rose estaria inspirat per un esdeveniment real viscut per Frank de Felitta, autor de la novel·la original i guionista de la pel·lícula. Un dia, a casa seva, va sentir una mà experta interpretar al piano música de ragtime des del seu saló. Quina no ser la seva sorpresa en comprovar que era el seu propi fill de 6 anys, que mai no havia rebut una classe de música. "Els meus dits es mouen tots sols, papa !" li va dir el noi. "No és meravellós ?"
- Brooke Shields va fer una audició pel paper del títol.
- Es tracta de la primera pel·lícula de Susan Swift.